# 地理B
『地理B』（ちりビー）は、1991年4月9日から1991年9月24日までフジテレビの深夜番組放送枠『JOCX-TV2』で毎週火曜深夜に放送された教養バラエティ番組。全25回。放送時間は25:10 - 25:40 (JST) が中心だった。

## 概要
この番組は毎回ある国をテーマに取り上げ、その国に関する様々なデータを紹介していた。最終回では日本を取り上げていた。取り上げた国の大使をはじめとする外交官や留学生が案内人として登場した。
データを紹介するVTRは専門家が監修したもので、（当時の）正確な情報を紹介していたが、途中に駄洒落や薀蓄も交えるなど堅苦しくない仕上がりになっていた。BGMには、その国に因んだ音楽を用いていた。
ちなみに、番組放送当時はこの番組が指す「地理B」という科目は無く、1982年から「地理」になっており各論も地誌も同じ科目になっていた。詳細は学習指導要領を参照のこと。後に復活している。

## ナレーター
- 銀河万丈

## 講義内容
各回ともに「アンダーライン」と称した、その国に関して最も重要と思われる事柄を紹介するコーナーを盛り込んでいた。
- 国土
- 自然
- 気候
- 歴史
- 言語・習慣
- お国柄
- 社会
- 教育

## 紹介国
| 紹介国             | 放送日        |
| ------------------ | ------------- |
| イギリス           | 1991年4月9日  |
| ブラジル           | 1991年4月16日 |
| イスラエル         | 1991年4月23日 |
| カメルーン         | 1991年4月30日 |
| 0ネパール          | 1991年5月7日  |
| ハンガリー         | 1991年5月14日 |
| チリ               | 1991年5月21日 |
| ブルンジ           | 1991年5月28日 |
| デンマーク         | 1991年6月5日  |
| パプアニューギニア | 1991年6月12日 |
| トルコ             | 1991年6月19日 |
| ホンジュラス       | 1991年6月26日 |
| スリランカ         | 1991年7月2日  |

| 紹介国           | 放送日        |
| ---------------- | ------------- |
| アイスランド     | 1991年7月9日  |
| 南アフリカ共和国 | 1991年7月16日 |
| アフガニスタン   | 1991年7月23日 |
| ベネズエラ       | 1991年7月30日 |
| モロッコ         | 1991年8月6日  |
| ポーランド       | 1991年8月13日 |
| インドネシア     | 1991年8月20日 |
| コートジボワール | 1991年8月27日 |
| ニュージーランド | 1991年9月3日  |
| ボリビア         | 1991年9月10日 |
| レバノン         | 1991年9月17日 |
| 日本             | 1991年9月24日 |

## ネット局
| 放送対象地域   | 放送局            | 系列           | 放送日時                    | ネット状況                                                |
| -------------- | ----------------- | -------------- | --------------------------- | --------------------------------------------------------- |
| 関東広域圏     | フジテレビ（CX）  | フジテレビ系列 | 水曜（火曜深夜）1:10 - 1:40 | 制作局                                                    |
| 秋田県         | 秋田テレビ（AKT） | フジテレビ系列 | 日曜 23:00 - 23:30          | 時差ネット                                                |
| 長野県         | 長野放送（NBS）   | フジテレビ系列 | 日曜 23:00 - 23:30          | 時差ネット                                                |
| 静岡県         | テレビ静岡（SUT） | フジテレビ系列 | 水曜（火曜深夜）0:50 - 1:20 | 遅れ時差ネット （約1か月半遅れ。 1991年11月19日まで放送） |
| 岡山県・香川県 | 岡山放送（OHK）   | フジテレビ系列 | 木曜（水曜深夜）0:30 - 1:00 | 時差ネット                                                |
| 熊本県         | テレビ熊本（TKU） | フジテレビ系列 | 日曜（土曜深夜）1:30 - 2:00 | 時差ネット                                                |